# Carlos Arias Navarro

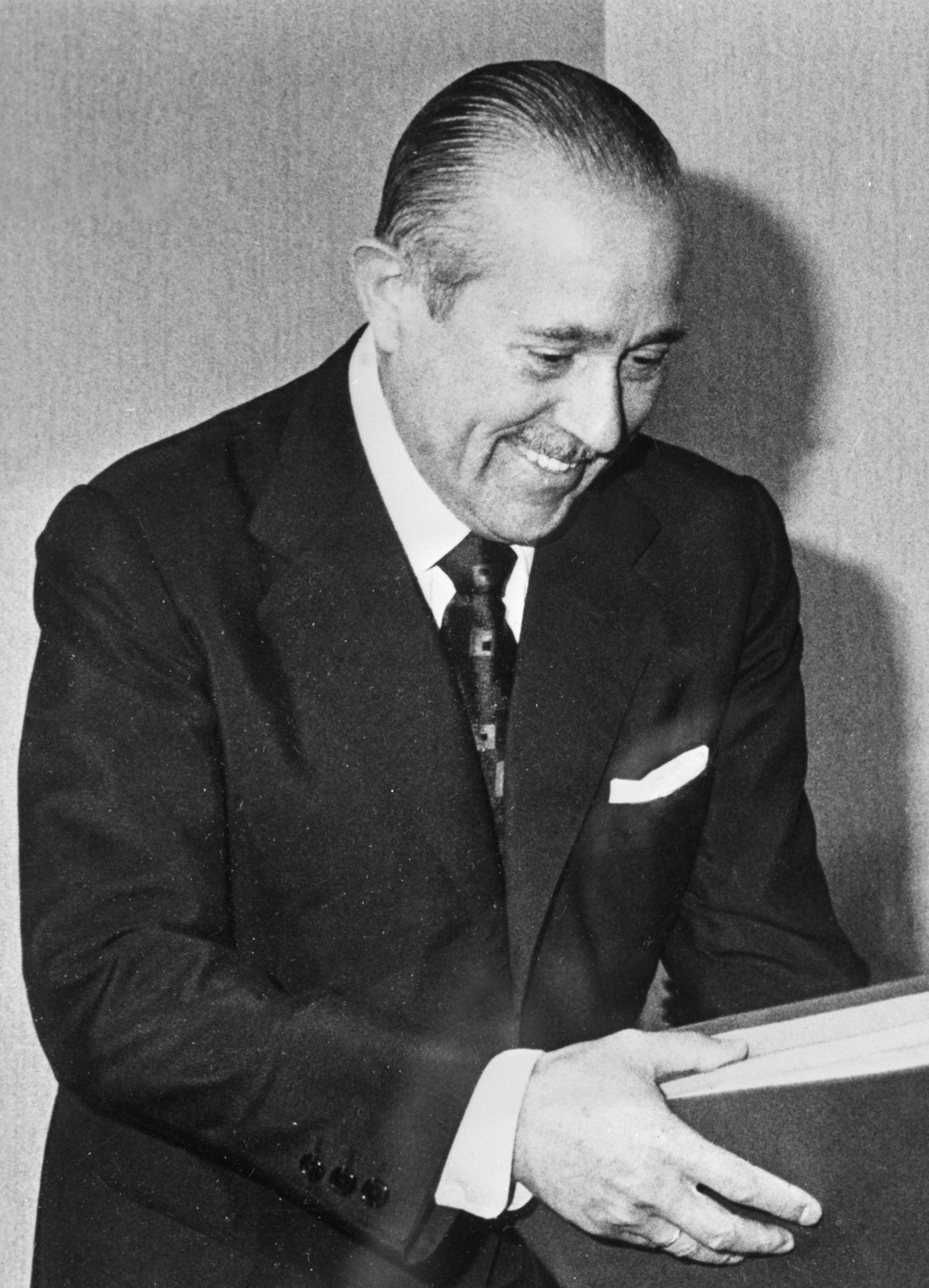
Carlos Arias Navarro

Don Carlos Arias Navarro, Đệ nhất hầu tước của Arias-Navarro, Grandee của Tây Ban Nha (11 tháng 12 năm 1908 - 27 tháng 11 năm 1989) là một trong những chính trị gia nổi tiếng nhất của Tây Ban Nha trong thời tổng thống của Francisco Franco.
Carlos Arias Navarro thực tế là một chính trị gia cứng đầu đã từng tham gia vào cuộc khủng bố trắng, ký kết hàng ngàn bản án tử hình vào thời điểm bãi bỏ Đệ nhị Cộng hoà Tây Ban Nha.

## Tiểu sử
Arias Navarro sinh ra ở Madrid ngày 11 tháng 12 năm 1908.
Ông phục vụ trong Bộ Tư pháp từ năm 1929 với tư cách là luật sư ở Málaga và Madrid. Arias đã gần các khu vực cánh hữu và gia nhập đội Francoist trong cuộc nội chiến Tây Ban Nha. Ông là công tố viên trong các phiên xử do các tay sai quyền thắng ở Málaga thành lập sau cuộc chinh phục thành phố. Ở đó, ông có biệt danh là "Tên đồ tể Málaga" (Carnicero de Málaga) vì vai trò của ông trong việc áp đặt hình phạt tử hình đối với những người ủng hộ thực sự hay cảm nhận của đảng Cộng hòa, trong một cuộc đàn áp khắc nghiệt nhất sau Francoist Chiến thắng với tổng cộng khoảng 17.000 người bị kết án tử hình.